# 布爾博瓦鎮區 (密蘇里州加斯科內德縣)
布爾博瓦鎮區（英語：Bourbois Township）是位於美國密蘇里州加斯科內德縣的一個行政鎮區。

## 地方資料
布爾博瓦鎮區的面積為96.26平方千米，當中陸地面積為95.66平方千米，而水域面積為0.60平方千米。根據2020年美國人口普查的數據，當地共有人口509人，而人口密度為每平方千米5.29人。